# Margaret Qualley
Margaret Qualley, née le 23 octobre 1994 à Kalispell (Montana), est une actrice et mannequin américaine.
Fille de l'actrice Andie MacDowell, elle est remarquée internationalement pour son rôle de Jill Garvey dans la série télévisée d'HBO The Leftovers ainsi que celui de « Pussycat » dans le film Once Upon a Time… in Hollywood, de Quentin Tarantino. Ce dernier lui ouvre les portes du cinéma hollywoodien.
Depuis 2022, elle s'impose progressivement dans le cinéma en tournant dans Stars at Noon de la réalisatrice française Claire Denis, deux collaborations avec le cinéaste grec Yórgos Lánthimos sur les films Pauvres Créatures et Kinds of Kindness au côté d'Emma Stone, et surtout son rôle dans le film d'horreur The Substance au côté de Demi Moore, réalisé par une autre réalisatrice française, Coralie Fargeat. Présenté au Festival de Cannes 2024, le film lui permet de décrocher une nomination pour le Golden Globe de la meilleure actrice dans un second rôle.

## Biographie
Sarah Margaret Qualley, née en 1994 dans le Montana, est la fille d'Andie MacDowell, mannequin et actrice, et de Paul Qualley, mannequin et musicien. Elle a un frère aîné, Justin, et une sœur aînée, Rainey Qualley, qui est aussi actrice, danseuse et mannequin,.
Adolescente, elle grandit à Asheville, en Caroline du Nord. Elle participe avec sa sœur au Bal des débutantes à Paris, puis travaille la danse dans la compagnie American Ballet Theatre tout en suivant un cursus à l'Académie française de New York. À l'âge de 17 ans, suivant une offre d'apprentissage de la North Carolina Dance Theater company, Margaret Qualley s'oriente vers la comédie en étudiant à la Royal Academy of Dramatic Art de Londres,.
En juin 2014, Margaret Qualley commence à étudier à l'université de New York. Cependant, elle arrête ses études, après un semestre, pour se consacrer à sa carrière d'actrice.

## Carrière

### 2011 - 2016: Début comme mannequin et actrice
En 2011, Margaret Qualley fait ses débuts dans le mannequinat à l'âge de 16 ans, à l'occasion de la Fashion Week de New York, pour Alberta Ferretti. En 2015, elle était sous contrat avec IMG Models et Uno Models Barcelona,.
Margaret Qualley fait sa première apparition à l'écran en 2013 dans le film Palo Alto, de Gia Coppola. En juin 2013, elle est choisie pour interpréter l'un des rôles principaux de la série The Leftovers, d'HBO. Elle obtient aussi un rôle important dans le film Death Note d'Adam Wingard. En avril 2016, elle rejoint le casting du deuxième long métrage de Sawn Christensen, Sidney Hall. En 2016, elle interprète le rôle principal de la pub Kenzo World réalisée par Spike Jonze. Toujours la même année, elle joue un rôle dans la comédie d’action The Nice Guys de Shane Black aux côtés de Russell Crowe et Ryan Gosling.

### 2019 - 2023: Révélation au cinéma grâce àOnce Upon a Time in Hollywood

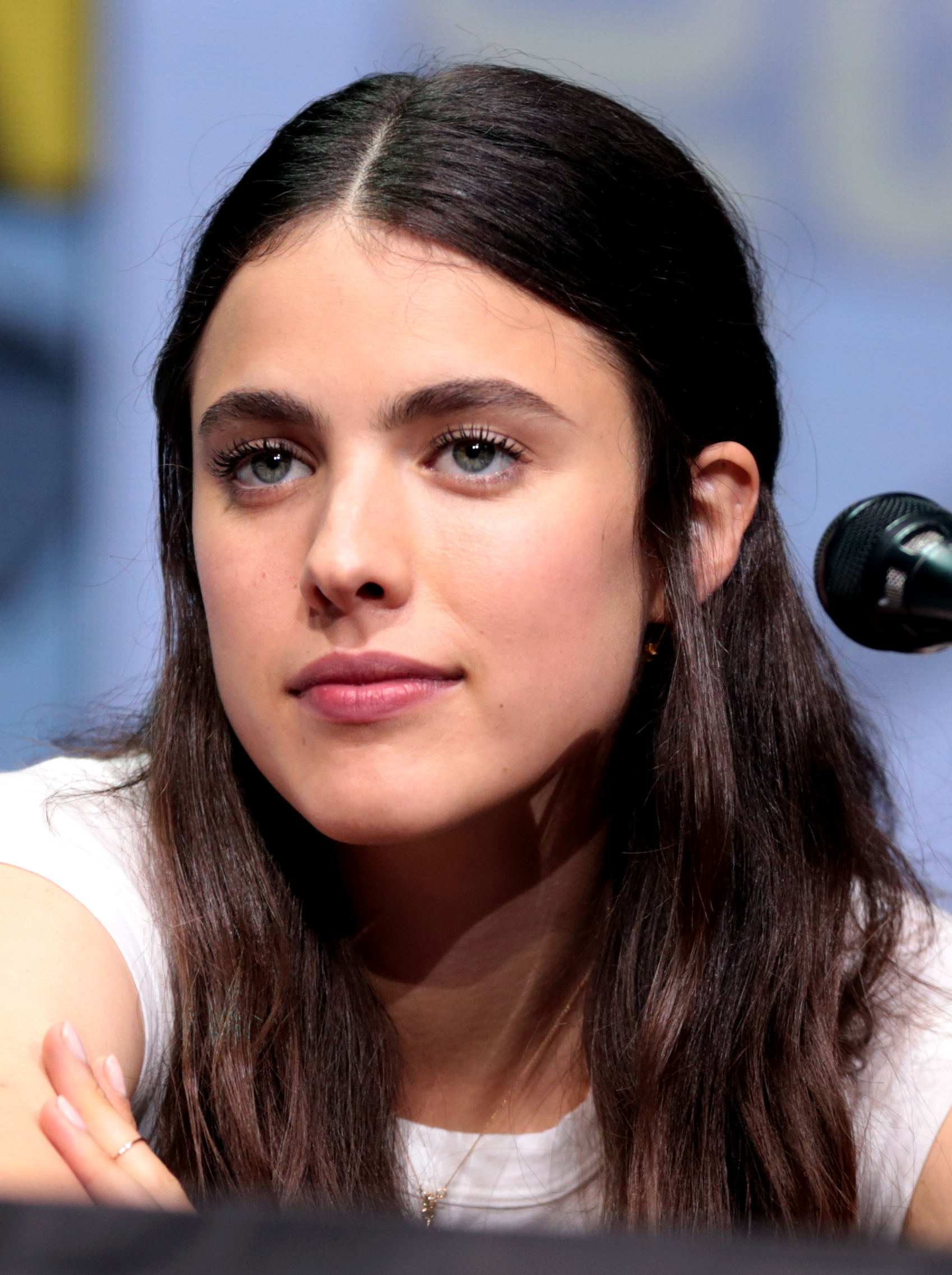
L'actrice au Comic-Con de San Diego en 2017.

En 2019, elle est l'actrice principale de Io aux côtés d'Anthony Mackie. Elle joue également le rôle de « Pussycat » dans Once Upon a Time... in Hollywood de Quentin Tarantino aux côtés de Leonardo DiCaprio, Brad Pitt et Margot Robbie. Sa performance est remarquée par de nombreuses critiques et augmente sa notoriété déjà grandissante auprès du grand public de même que pour un autre de ses partenaires de jeu, Austin Butler.
L'année suivante, elle joue aux côtés de l'actrice Kristen Stewart et de l'acteur et réalisateur français Yvan Attal dans le film biographique Seberg qui évoque le soutien de l'actrice américaine Jean Seberg au mouvement des Blacks Panthers dans une Amérique profondément meurtrie par la guerre froide. Sorti directement sur la plateforme d'Amazon, le film essuie des critiques négatives. Elle est ensuite avec Amy Ryan la tête d'affiche du film indépendant Virgin Secrets. Elle conclut son année en jouant dans la mini-série biographique Fosse/Verdon consacrée aux dernières années de mariage du chorégraphe et réalisateur oscarisé Bob Fosse et de son épouse, la danseuse Gwen Verdon. La série est cocréée par l'artiste multi-talent Lin-Manuel Miranda.

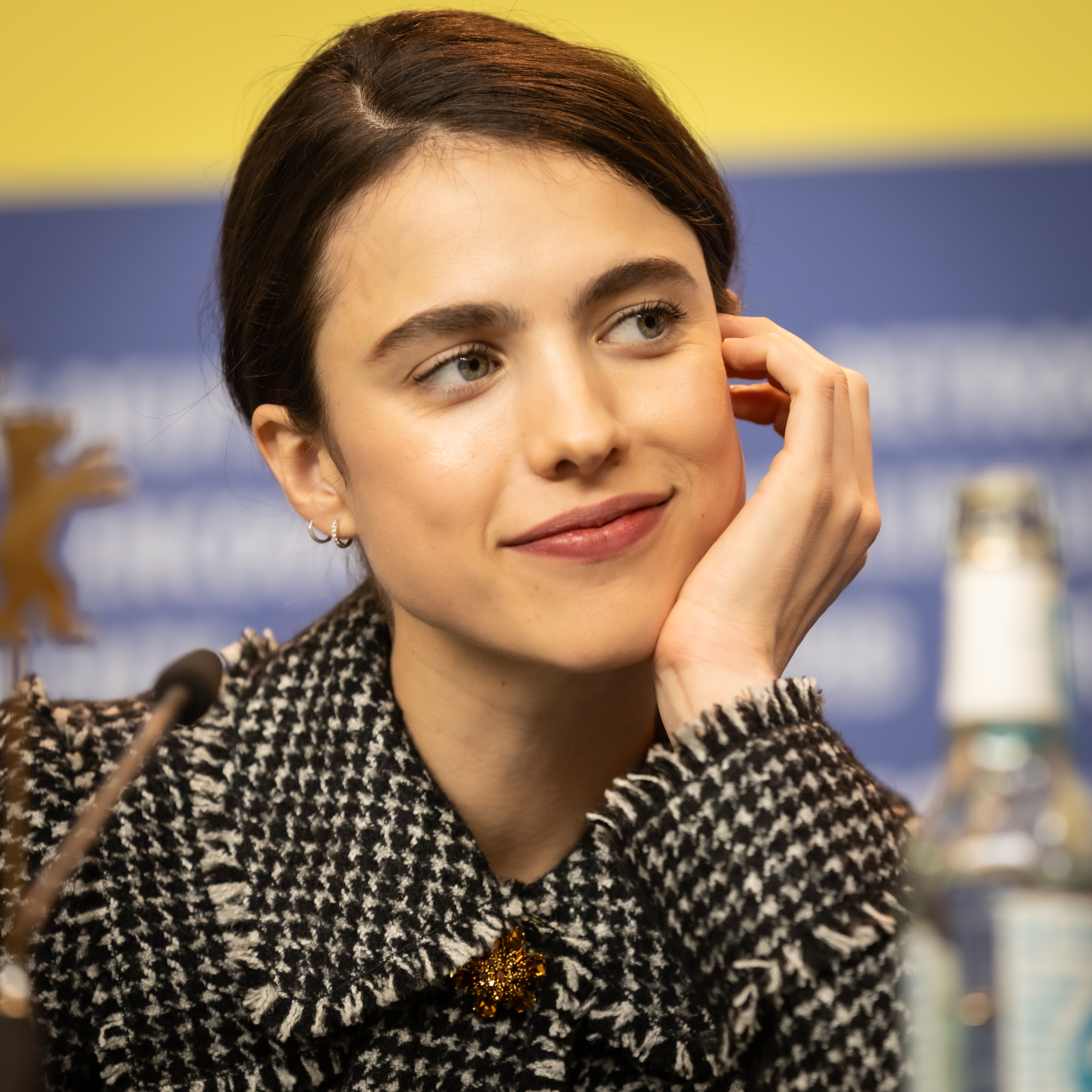
Margaret lors de la Berlinale 2020.

L'année suivante, elle interprète le rôle d'une jeune femme admiratrice des écrits de l'écrivain J. D. Salinger dans la comédie dramatique Mon année à New York dans lequel elle donne la réplique à Sigourney Weaver. Le film reçoit des critiques positives dans l'ensemble. Deux ans plus tard, elle tourne sous la direction de la réalisatrice française Claire Denis le thriller Stars at Noon avec Robert Pattinson. Le film passera relativement inaperçu en raison de son accueil critique mitigé et des conséquences de la pandémie de coronavirus sur l'exploitation des films en salles. Il s'agit de sa première oeuvre présentée en compétition au Festival de Cannes. Elle apparait ensuite dans Sanctuary.
En 2023, elle tient un petit rôle dans Pauvres Créatures fable fantastique du réalisateur grec Yórgos Lánthimos portée par Emma Stone. Le film est un énorme succès critique et remporte plusieurs Oscars dont celui de la meilleure actrice pour Emma Stone. Margareth Qualley croise également sur le plateau Willem Dafoe, et Mark Ruffalo.

### Depuis 2024: Ascension à Hollywood
En 2024, elle présente deux thrillers psychologiques qui font l'évènement lors du 77e Festival de Cannes. D'une part le film à sketches Kinds of Kindness qui lui permet de retrouver Yórgos Lánthimos, Emma Stone et Willem Dafoe mais aussi de donner la réplique à Jesse Plemons, et Hunter Schafer. D'autre part, elle présente The Substance dans lequel elle incarne un double jeune de l'actrice Demi Moore sous la caméra de la cinéaste française Coralie Fargeat. Le premier des deux films est reçu assez froidement par les critiques tandis que le second devient un véritable phénomène.

## Vie privée
Margaret Qualley aurait fréquenté pendant deux ans l'acteur Nat Wolff, rencontré sur le tournage de Palo Alto en 2012. Elle a également une brève relation avec l'acteur et humoriste américain Pete Davidson, principalement connu pour sa participation à l'émission Saturday Night Live, d'août à octobre 2019.
En novembre 2020, l'actrice fréquente Shia LaBeouf. Elle décide de mettre un terme à cette relation au bout de trois mois, après que FKA Twigs, ancienne petite amie de l'acteur, a déposé plainte contre lui le 11 décembre 2020 pour des faits d'agression sexuelle.
Depuis août 2021, elle est en couple avec le musicien Jack Antonoff. En mai 2022, elle annonce leurs fiançailles sur son compte Instagram. Ils se marient le 19 août 2023 à Beach Haven (New Jersey).

## Filmographie

### Cinéma
- 2013 : Palo Alto de Gia Coppola : Raquel
- 2016 : The Nice Guys de Shane Black : Amelia
- 2016 : Novitiate de Margaret Betts : sœur Cathleen
- 2017 : Sidney Hall de Shawn Christensen : Alexandra
- 2017 : Death Note d'Adam Wingard : Mia Sutton
- 2018 : Donnybrook de Tim Sutton : Delia Angus
- 2019 : Io de Jonathan Helpert : Sam Walden
- 2019 : Once Upon a Time… in Hollywood de Quentin Tarantino : Pussycat
- 2019 : Seberg de Benedict Andrews (en) : Linette
- 2019 : Virgin Secrets (Strange but True) de Rowan Athale : Melissa Moody
- 2020 : Mon année à New York (My Salinger Year) de Philippe Falardeau : Joanna Rakoff
- 2022 : Stars at Noon de Claire Denis : Trish
- 2022 : Sanctuary de Zachary Wigon : Rebecca
- 2023 : Pauvres Créatures (Poor Things) de Yórgos Lánthimos : Felicity
- 2024 : Drive-Away Dolls d'Ethan Coen : Jamie
- 2024 : Kinds of Kindness de Yórgos Lánthimos : Vivian / Martha / les jumelles Ruth et Rebecca
- 2024 : The Substance de Coralie Fargeat : Sue
- 2025 : Honey Don't! d'Ethan Coen : Honey O'Donahue
- 2025 : Blue Moon de Richard Linklater : Elizabeth Weiland
- 2025 : Happy Gilmore 2 de Kyle Newacheck : Sally

Prochainement
- 2025 : Huntington de John Patton Ford
- 2026 : The Dog Stars de Ridley Scott : Cima

### Télévision
- 2014 - 2017: The Leftovers : Jill Garvey
- 2019 : Fosse/Verdon : Ann Reinking
- 2019 : Native Son de Rashid Johnson : Sarah (téléfilm)
- 2021 : Maid : Alexandra Russell (mini-série)

### Jeu vidéo
- 2019 : Death Stranding : les sœurs jumelles Mama et Lockne (voix et capture de mouvement)

## Distinctions

### Nominations
- Primetime Emmy Awards 2019 : meilleure actrice dans un second rôle dans une mini-série ou un téléfilm pour Fosse/Verdon
- Critics' Choice Movie Awards 2020 : meilleure actrice dans un second rôle pour Fosse/Verdon
- Gold Derby Awards 2020 : meilleure distribution et meilleure distribution de la décennie pour Once Upon a Time… in Hollywood - partagée avec d'autres interprètes
- Online Film & Television Association Awards 2020 : meilleure distribution pour Once Upon a Time… in Hollywood - partagée avec d'autres interprètes
- Screen Actors Guild Awards 2020 : meilleure distribution pour Once Upon a Time… in Hollywood - partagée avec d'autres interprètes
- Pena de Prata 2021 : meilleure actrice dans une mini-série ou un téléfilm pour Maid
- Critics' Choice Movie Awards 2021 : meilleure actrice dans une mini-série ou un téléfilm pour Maid
- Gold Derby Awards 2021 : meilleure actrice dans une mini-série ou un téléfilm pour Maid
- Golden Globes 2021 : meilleure actrice dans une mini-série ou un téléfilm pour Maid
- Hollywood Critics Association Television Awards 2021 : meilleure actrice dans une mini-série ou un téléfilm pour Maid
- International Online Cinema Awards 2021 : meilleure actrice dans une mini-série ou un téléfilm pour Maid
- Primetime Emmy Awards 2021 : meilleure actrice dans une mini-série ou un téléfilm pour Maid
- Screen Actors Guild Awards 2021 : meilleure actrice dans une mini-série ou un téléfilm pour Maid
- Television Critics Association Awards 2021 : meilleure actrice dans une mini-série ou un téléfilm pour Maid
- Golden Globes 2025 : meilleure actrice dans un second rôle pour The Substance
- Critic's Choice Award 2025 : meilleure actrice dans un second rôle pour The Substance

## Voix francophones
En version française, Kelly Marot est la voix régulière de Margaret Qualley dans la majorité de ses apparitions. Ainsi, elle lui prête sa voix dans The Leftovers, The Nice Guys, Death Note, Once Upon a Time... in Hollywood ou encore Maid. En parallèle, Edwige Lemoine double l'actrice dans Fosse/Verdon, Seberg et Soumission tandis que Zina Khakhoulia la double dans The Substance.